# Pseudolophocolea
Pseudolophocolea là một chi rêu trong họ Geocalycaceae.